# In Person, Friday Night at the Blackhawk, San Francisco, Volume I
In Person, Friday Night at the Blackhawk, San Francisco, Volume I è un album dal vivo di Miles Davis pubblicato nel 1961 dalla Columbia Records.

## Tracce
Lato A
1. Walkin' - (Richard Carpenter) - 14:20
2. Bye Bye Blackbird - (Ray Henderson, Mort Dixon) - 10:02

Lato B
1. All of You - (Cole Porter) - 10:30
2. No Blues - (Miles Davis) - 9:09
3. Bye Bye (Theme) - (Miles Davis) - 2:36
4. Love I've Found You - (C.L. Moore, Danny Small) - 1:59

## Formazione
- Miles Davis - tromba
- Hank Mobley - sassofono tenore
- Wynton Kelly - pianoforte
- Paul Chambers - contrabbasso
- Jimmy Cobb - batteria

## Edizioni
- 1961 – LP, Columbia Records CL 1669, versione mono
- 1961 – LP, Columbia Records CS 8469, versione stereo